# Camponotus glabrisquamis
Camponotus glabrisquamis é uma espécie de inseto do gênero Camponotus, pertencente à família Formicidae.